# 清水愛 箱入り柘榴姫
『清水愛 箱入り柘榴姫』（しみずあい はこいりざくろひめ）は、2005年4月から7月までランティスウェブラジオと音泉で配信されていたインターネットラジオ番組である。2005年7月に番組リニューアルし（内容に大きな変更はない）、『清水愛 看板ざくろ姫』（しみずあい かんばんざくろひめ）となり、10月まで続いた。
パーソナリティは、メインパーソナリティとして清水愛、アシスタントに畑亜貴。
2005年4月に発売された清水愛の1枚目のアルバム『発芽条件M』のプロモーションや楽曲解説等を、全曲の作詞をした畑亜貴と共にやっていた。「柘榴姫」とは、元はアルバムにも収録された「螺旋のプロローグ」の没タイトルで、その後もメロウヘッドの清水愛公式サイトでタイトルに使われている。

## 配信
- ランティスウェブラジオ - 毎週木曜日更新
- 音泉 - 毎週水曜日更新（ランティスの6日遅れ）

## コーナー
『箱入り柘榴姫』『看板ざくろ姫』ほぼ共通。
- 教えて柘榴姫!
- あの日、あの時、あの場所で
- 乙女の法則

## 主題歌
- 林檎橋おちた （『発芽条件M』収録）

## CD
- 「箱入り柘榴姫」ラジオCD （2005年8月24日 メロウヘッド）